# Nicolas Rossolimo

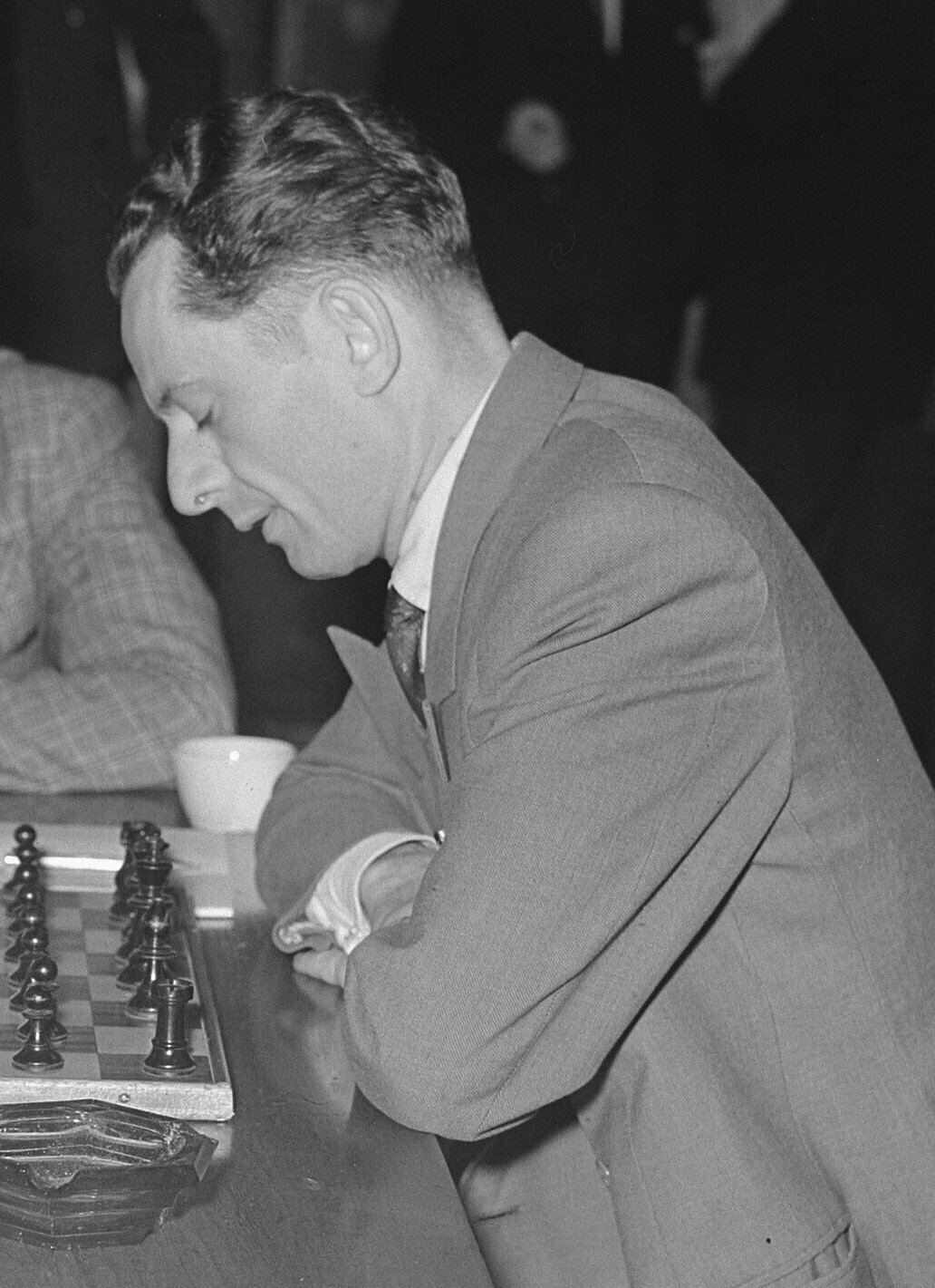
Nicolas Rossolimo (Amsterdam, 1950)

Nicolas Rossolimo (* 28. Februar 1910 in Kiew als Nikolai Spirodonowitsch Rossolimo; † 24. Juli 1975 in New York) war ein französisch-US-amerikanischer Schachspieler.

## Leben
Sein Vater Spiridon Rossolimo hatte griechische Wurzeln, seine Mutter Xenia Nikolajewna russische. Die Kindheit verbrachte Nicolas in Moskau, wo er das Schachspielen erlernte.
In den Wirren der Oktoberrevolution 1917 wurden seine Eltern getrennt, sein Vater emigrierte in die USA. Zusammen mit seiner Mutter, die wegen ihrer Beherrschung von vier Fremdsprachen des Kosmopolitismus verdächtigt und deshalb ein Jahr lang inhaftiert worden war, und einem Bruder gelangte er 1929 dank eines griechischen Passes, den er durch die Staatsbürgerschaft Spiridons erhalten hatte, zunächst in die Tschechoslowakei und anschließend nach Paris. Wie viele russische Emigranten arbeitete Nicolas Rossolimo dort als Taxifahrer.
Seine ersten großen schachlichen Erfolge hatte er in Moskau. Er war Spieler der ersten Leistungsklasse und gewann eigenen Angaben zufolge die Moskauer Juniorenmeisterschaft. Bei Turnieren in Paris erlangte er internationale Erfolge und gewann dreimal die international stark besetzte Pariser Meisterschaft: 1938 wurde er Zweiter hinter Exweltmeister José Raúl Capablanca, 1939 gewann er vor Savielly Tartakower. Durch den Ausbruch des Zweiten Weltkriegs wurde Rossolimos Schachkarriere unterbrochen.
1947 erhielt er die französische Staatsbürgerschaft und wurde Berufsschachspieler, wozu er von Camil Seneca trainiert wurde. Durch das Training steigerte sich Rossolimos Spielstärke, wodurch er bereits 1948 die Landesmeisterschaft von Frankreich sowie das Traditionsturnier in Hastings gewann. In den folgenden Jahren setzte er seine Erfolgsserie durch erste Plätze in Southsea 1949, vor Luděk Pachman, und Gijón 1950 fort. Bei der Schacholympiade 1950 spielte er für Frankreich am zweiten Brett hinter Tartakower, gegen den er zuvor in zwei Wettkämpfen jeweils ein Unentschieden erreicht hatte: 1948 mit 1:1 bei 8 Remisen, 1949 mit 5:5.
1950 erhielt Rossolimo den Titel des Internationalen Meisters und 1953 wurde er Großmeister. Mit seiner Ehefrau Vera Anatoljewna Budakowitsch und seinem Sohn Alexander zog Rossolimo im selben Jahr in die Nähe seiner Eltern in die Vereinigten Staaten, wo er seinen Lebensunterhalt, den er anders als in Frankreich in den Vereinigten Staaten nicht als Berufsschachspieler bestreiten konnte, unter anderem als Hotelpage im Waldorf-Astoria sowie als Taxifahrer und Schachtrainer verdiente. Sein Chess Studio in Greenwich Village galt als beliebter Intellektuellentreff, u. a. verkehrte dort Marcel Duchamp. Außerdem verkaufte Rossolimo eine selbstproduzierte Schallplatte mit russischer Folklore. Pläne, nach Frankreich zurückzukehren, setzte Rossolimo zunächst nicht um, da sein Sohn Alexander sonst als Wehrpflichtiger der französischen Armee in den Algerienkrieg (1954–1962) hätte ziehen müssen.
1955 gewann er in Long Beach die Offene Schachmeisterschaft der USA vor Samuel Reshevsky und erhielt als Preis ein Auto. Die USA vertrat er bei den Schacholympiaden 1958, 1960 und 1966. Zeitweise lebte er aber wieder in Frankreich, für das er 1972 in Skopje seine letzte Schacholympiade bestritt. Die Eröffnung eines weiteren Chess Studio in Spanien wurde ein Misserfolg. Nach einem Treppensturz wurde Rossolimo am 21. Juli 1975 in New York bewusstlos aufgefunden und ins Krankenhaus eingeliefert, wo er drei Tage später an den Kopfverletzungen verstarb.
Rossolimo gewann viele Schönheitspreise für seine Schachpartien. In dem im Oktober 1975 in Chess Life and Review veröffentlichten Nachruf schrieb Pal Benkö, dass Rossolimo Schach vorrangig als Kunst verstand und den Vorschlag gemacht hatte, Punkte nach dem künstlerischen Gehalt einer Partie statt nach dem Ergebnis zu vergeben.
Neben Schach betrieb Rossolimo auch Jūdō und brachte es dort bis zum Braungurt.
Nach ihm ist eine Variante der Sizilianischen Verteidigung benannt, die nach 1. e2–e4 c7–c5 2. Sg1–f3 Sb8–c6 3. Lf1–b5 entsteht und auch heute noch oft in der Meisterpraxis angewandt wird.
Seine beste historische Elo-Zahl war 2663. Diese erreichte er im Dezember 1951.

## Studienkomponist
|   | a | b | c | d | e | f | g | h |   |
| 8 |   |   |   |   |   |   |   |   | 8 |
| 7 |   |   |   |   |   |   |   |   | 7 |
| 6 |   |   |   |   |   |   |   |   | 6 |
| 5 |   |   |   |   |   |   |   |   | 5 |
| 4 |   |   |   |   |   |   |   |   | 4 |
| 3 |   |   |   |   |   |   |   |   | 3 |
| 2 |   |   |   |   |   |   |   |   | 2 |
| 1 |   |   |   |   |   |   |   |   | 1 |
|   | a | b | c | d | e | f | g | h |   |

Lösung:

1. Tg7–g8+ Kc8–b7 Der schwarze König darf den Kontakt zum Springer nicht verlieren. Schlägt nun Weiß den Bauern, dann geht sein Springer verloren. Diese Abwicklung von Schwarz in ein Qualitätsendspiel, das Weiß nicht gewinnen kann, bestimmt den weiteren Spielverlauf.

2. Sa6–c5+ Kb7–b6! Auf Kb7–c6 deckt Weiß seinen Springer mit Schach durch Tg8–c8+, gewinnt dann den Bauern h2 und die Partie. Dieses Motiv zieht sich auch durch die folgenden Züge.

3. Sc5–a4+ Kb6–b5

4. Sa4–c3+ Kb5–b4

5. Sc3–a2+ Kb4–b3

6. Sa2–c1+ Kb3–b2

7. Kg3xh2! Kb2xc1

8. Tg8–g1 wegen der Fesselung geht der Läufer und damit die Partie verloren.
Bereits in seiner Jugend hatte Rossolimo Interesse an Schachstudien gezeigt, die von 1926 bis 1929 meist in sowjetischen und 1929 bis 1930 tschechoslowakischen Zeitschriften erschienen waren. Eine Studie, die von Alain Pallier trotz einer Inkorrektheit als Rossolimos beste angesehen wird, komponierte er zusammen mit Sergei Kaminer. Seine letzte Studie komponierte Rossolimo 1934 und veröffentlichte sie 1947 in seinem Büchlein Les Echecs au coin du feu.

## Partiebeispiel
|   | a | b | c | d | e | f | g | h |   |
| 8 |   |   |   |   |   |   |   |   | 8 |
| 7 |   |   |   |   |   |   |   |   | 7 |
| 6 |   |   |   |   |   |   |   |   | 6 |
| 5 |   |   |   |   |   |   |   |   | 5 |
| 4 |   |   |   |   |   |   |   |   | 4 |
| 3 |   |   |   |   |   |   |   |   | 3 |
| 2 |   |   |   |   |   |   |   |   | 2 |
| 1 |   |   |   |   |   |   |   |   | 1 |
|   | a | b | c | d | e | f | g | h |   |

Bei einem Turnier in Heidelberg 1949, bei dem er Zweiter hinter Wolfgang Unzicker wurde, gewann er gegen den Deutschen Lothar Schmid mit einem spektakulären doppelten Turmopfer.
Schmid – Rossolimo 0:1
Heidelberg, 1949
Spanische Partie (Geschlossene Verteidigung), C92
1. e2–e4 e7–e5 2. Sg1–f3 Sb8–c6 3. Lf1–b5 a7–a6 4. Lb5–a4 Sg8–f6 5. 0–0 Lf8–e7 6. Tf1–e1 b7–b5 7. La4–b3 0–0 8. c2–c3 d7–d6 9. h2–h3 a6–a5 10. d2–d4 e5xd4 11. Sf3xd4 Sc6xd4 12. c3xd4 Lc8–b7 13. Lb3–c2 c7–c5 14. a2–a4 b5–b4 15. Sb1–d2 c5xd4 16. Sd2–b3 d6–d5 17. e4–e5 Sf6–e4 18. Sb3xd4 f7–f6 19. Sd4–e6 Dd8–b6 20. Lc2xe4 Db6xe6 21. e5xf6 d5xe4 22. f6xe7 De6xe7 23. Dd1–b3+ Kg8–h8 24. Lc1–e3 Ta8–a6 25. Ta1–c1 Ta6–g6 26. Tc1–c5 De7–h4 27. Kg1–h2 Diagramm Tg6xg2+ 28. Kh2xg2 Tf8xf2+ 0:1 Weiß gab auf.
Nach 29. Le3xf2 folgt das Abzugsschach 29. … e4–e3+ mit 30. Kg2–h2 Dh4xf2 matt. Auch das Dazwischenziehen des Turmes mittels 30. Tc5–d5 nutzt nichts wegen 30. … Dh4xf2+ 31. Kg2–h1 Df2xe1+ 32. Kh1–h2 De1–f2+ 33. Kh2–h1 e3–e2 nebst Matt. Am besten ist noch 30. Db3–d5, aber dann verliert Weiß Haus und Hof nach 30. … Lb7xd5+ 31. Tc5xd5 Dh4xf2+ 32. Kg2–h1 Df2xe1 33. Kh1–g2 De1–f2+ 34. Kg2–h1 Df2–f3+ 35. Kh1–g1 Df3xd5 mit leichtem Gewinn.

## Werke
- Les Echecs au coin du feu. Paris 1947.